# Oberkommando der Luftwaffe
El Oberkommando der Luftwaffe (lit. Mando de las Fuerzas Aéreas, abreviado como OKL) fue el Alto Mando de las Fuerzas Aéreas del Tercer Reich.

## Historia
La Luftwaffe estaba organizada en una estructura grande y diversa liderada por el ministro del Reich y Comandante Supremo de la Luftwaffe (Oberbefehlshaber der Luftwaffe) Hermann Göring. Göring, a través del Ministerio del Aire del Reich (Reichsluftfahrtministerium), controlaba todos los aspectos de la aviación en Alemania incluyendo la aviación civil y la militar. La estructura de esta organización databa de los tiempos de paz antes de involucrarse en la Guerra Civil Española.
A principios de 1937, Göring anunció la reorganización del Ministerio del Aire del Reich en dos ramas, una civil y una militar. La rama militar estaría dirigida por el Oberkommando der Luftwaffe (Cuartel General Supremo de las Fuerzas Aéreas). Un jefe se encargaría de liderar el Estado Mayor. Sin embargo, la separación de las ramas militares y civiles no estaba completa. Algunas partes de la rama militar se dejaron bajo control del inspector general del Aire Feldmarschall Erhard Milch. Estas eran:
- La Rama Central
- La Oficina General del Aire
- Todos los Inspectorados[2]

El objetivo de esta formación era principalmente debilitar a Milch, quien había obtenido atención favorable del partido. Sin embargo, más tarde ese mismo año, Göring volvió a cambiar la estructura al quitar del control de Milch y del Estado Mayor tres oficinas. Las puso bajo su control directo. Estas eran:
- Oficina del Personal - bajo el General Robert Ritter von Greim
- Defensa del Aire - bajo el General Günther Rüdel
- Oficina Técnica - bajo el Mayor General Ernst Udet

El cambio convirtió a estas oficinas en centros de poder adicional del Ministerio del Aire, fragmentando la organización superior de la Luftwaffe y paralizando áreas funcionales importantes.

## Organización y jerarquía

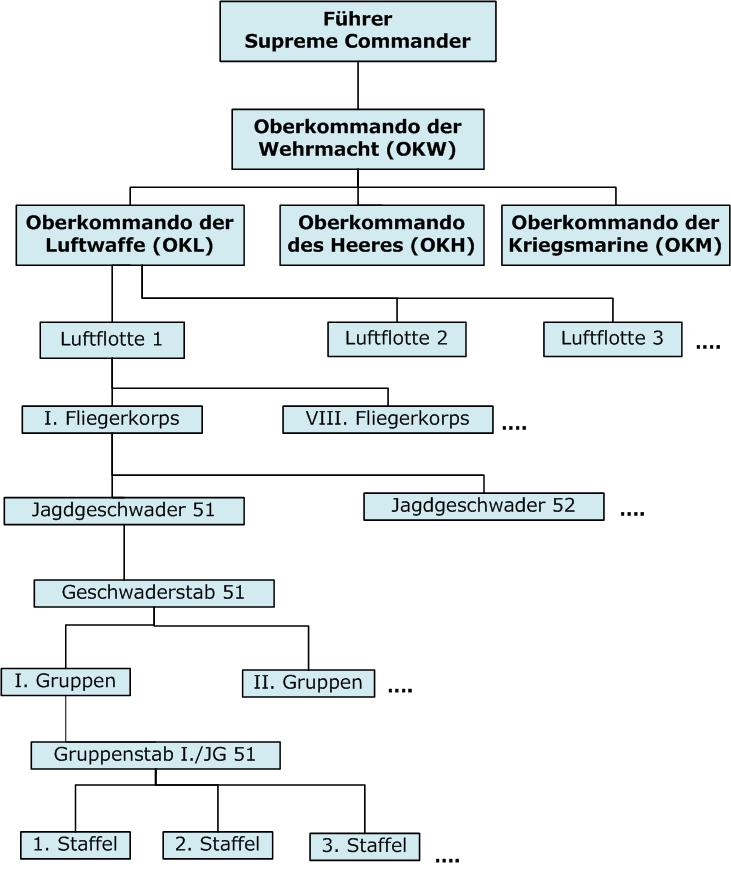
Estructura de mando de la Luftwaffe.

Para prepararse para la guerra europea, la Luftwaffe necesitaba un alto mando equiparable al del Ejército (Oberkommando des Heeres OKH) o la Marina (Oberkommando der Marine OKM). En 1939, la Luftwaffe se había reorganizado. La formación de un Alto Mando verdadero se debe al Coronel General Günther Korten, comandante de la 1.ª Flota Aérea, y su Jefe de Operaciones, el General der Flieger Karl Koller. Entre los dos consiguieron formar un mando del Ministerio del Aire del Reich de Goring. Incluía las siguientes ramas:
- Estado Mayor General
- Mando de Operaciones
- Inspectorado de Todas las Armas
- Rama de Intendencia
- Servicio de Transmisiones[1]

Otras áreas tales como el entrenamiento, la administración, la defensa civil y el diseño técnico permanecieron bajo control del RLM. La nueva organización demostró ser más eficiente y permaneció hasta el final de la guerra.
El OKL, al igual que el OKH o el OKM comparecía ante el Alto Mando Supremo de las Fuerzas Armadas (Oberkommando der Wehrmacht, OKW). El OKW era responsable ante Hitler del mando de las tres ramas de las fuerzas armadas. El OKL estaba dividido en dos escalones, el primero (1. Staffel) y el segundo (en alemán: 2. Staffel). El escalón delantero se movía con el teatro de operaciones mientras que el escalón trasero se quedó casi exclusivamente en Berlín.
El OKL era también la rama operacional de la Luftwaffe. En el nivel más alto, se dividía en flotas aéreas (en alemán: Luftflotte). Aunque inicialmente se dividía en cuatro flotas, que se formaron geográficamente y fueron numeradas consecutivamente, a medida que la expansión territorial alemana aumentaba, se crearon tres Luftflotten más. Cada Luftflotte era una entidad independiente. El líder de cada una estaba a cargo de las operaciones aéreas generales y las actividades de apoyo. Un líder de caza (en alemán: Jagdfliegerführer) estaba a cargo de todas las operaciones aéreas con cazas, y respondía ante el Líder de la Luftflotte.
Cada Luftflotte estaba dividida en distritos aéreos (del alemán: Luftgaue) y cuerpos de vuelo (del alemán: Fliegerkorps). Cada Luftgau tenía de 50 a 150 oficiales liderados por un Generalmajor. Era responsable de proveer estructuras administrativas y logísticas, así como recursos para cada aeródromo. Los fliegerkorps, por otra parte, estaban a cargo de los asuntos relacionados con el vuelo, como el despliegue de unidades, el control del tráfico aéreo, la munición y el mantenimiento.
Dado que esta estructura permitía el apoyo terrestre a las unidades aéreas, éstas no necesitaban mover el personal de apoyo de una localización a otra. Cuando una nueva unidad llegaba a su destino, todo el personal del campo aéreo quedaba bajo control del comandante de esa unidad.

## Comandantes
| Rango                                                                                                   | Nombre                                                                   | Inicio                                                                   | Fin                                                                      |
| Comandante Supremo de la Luftwaffe Oberbefehlshaber der Luftwaffe (ObdL)                                | Comandante Supremo de la Luftwaffe Oberbefehlshaber der Luftwaffe (ObdL) | Comandante Supremo de la Luftwaffe Oberbefehlshaber der Luftwaffe (ObdL) | Comandante Supremo de la Luftwaffe Oberbefehlshaber der Luftwaffe (ObdL) |
| --- | ------------------------------------------------------------------------ | ------------------------------------------------------------------------ | ------------------------------------------------------------------------ |
| Reichsmarschall                                                                                         | Hermann Göring                                                           | 1 de marzo de 1935                                                       | 23 de abril de 1945                                                      |
| Generalfeldmarschall                                                                                    | Robert Ritter von Greim                                                  | 25 de abril de 1945                                                      | 8 de mayo de 1945                                                        |
| Jefe de Estado Mayor de la Luftwaffe Chef der Generalstabes der Luftwaffe                               |                                                                          |                                                                          |                                                                          |
| General                                                                                                 | Walther Wever                                                            | 1 de marzo de 1935                                                       | 3 de junio de 1936                                                       |
| Feldmarschall                                                                                           | Albert Kesselring                                                        | 5 de junio de 1936                                                       | 31 de mayo de 1937                                                       |
| Generaloberst                                                                                           | Hans-Jürgen Stumpff                                                      | 1 de junio de 1937                                                       | 31 de enero de 1939                                                      |
| Generaloberst                                                                                           | Hans Jeschonnek                                                          | 1 de febrero de 1939                                                     | 19 de agosto de 1943                                                     |
| Generaloberst                                                                                           | Günther Korten                                                           | 25 de agosto de 1943                                                     | 22 de julio de 1944                                                      |
| General                                                                                                 | Werner Kreipe                                                            | 1 de agosto de 1944                                                      | octubre de 1944                                                          |
| General                                                                                                 | Karl Koller                                                              | 12 de noviembre de 1944                                                  | 8 de mayo de 1945                                                        |
| Jefe del Estado General de las Fuerzas Aéreas Chef der Luftwaffenführungsstabes                         |                                                                          |                                                                          |                                                                          |
| General                                                                                                 | Bernhard Kühl                                                            | 1934                                                                     | primavera de 1936                                                        |
| General                                                                                                 | Wilhelm Mayer                                                            | primavera de 1936                                                        | abril de 1937                                                            |
| General                                                                                                 | Paul Deichmann (temporal)                                                | abril de 1937                                                            | septiembre de 1937                                                       |
| General                                                                                                 | Bernhard Kühl                                                            | septiembre de 1937                                                       | 28 de febrero de 1939                                                    |
| General                                                                                                 | Otto Hoffmann von Waldau                                                 | 1 de marzo de 1939                                                       | 10 de abril de 1942                                                      |
| Generaloberst                                                                                           | Hans Jeschonnek                                                          | 10 de abril de 1942                                                      | marzo de 1943                                                            |
| General                                                                                                 | Rudolf Meister                                                           | marzo de 1943                                                            | octubre de 1943                                                          |
| General                                                                                                 | Karl Koller                                                              | octubre de 1943                                                          | agosto de 1944                                                           |
| General                                                                                                 | Eckhardt Christian                                                       | agosto de 1944                                                           | 12 de abril de 1945                                                      |
| General                                                                                                 | Karl Heinz Schulz                                                        | 12 de abril de 1945                                                      | 8 de mayo de 1945                                                        |
| Ministerio del Aire del Reich Reichsminister der Luftfahrt                                              |                                                                          |                                                                          |                                                                          |
| Reichsmarschall                                                                                         | Hermann Göring                                                           | 30 de enero de 1933                                                      | 23 de abril de 1945                                                      |
| Generalfeldmarschall                                                                                    | Robert von Greim                                                         | 24 de abril de 1945                                                      | 8 de mayo de 1945                                                        |
| Secretario de Estado para Transporte Aéreo Der Staatssekretär der Luftfahrt (Disuelto en junio de 1944) |                                                                          |                                                                          |                                                                          |
| Generalfeldmarschall                                                                                    | Erhard Milch                                                             | 22 de febrero de 1933                                                    | 20 de junio de 1944                                                      |
| Inspector general de la Luftwaffe Der Generalinspekteur der Luftwaffe (Disuelto en enero de 1945)       |                                                                          |                                                                          |                                                                          |
| Generalfeldmarschall                                                                                    | Erhard Milch                                                             | 24 de octubre de 1933                                                    | 7 de enero de 1945                                                       |
| Director general de Armamento Aéreo Der Generalluftzeugmeister (Disuelto en junio de 1944)              |                                                                          |                                                                          |                                                                          |
| Generaloberst                                                                                           | Ernst Udet                                                               | 4 de febrero de 1938                                                     | 17 de noviembre de 1941                                                  |
| Generalfeldmarschall                                                                                    | Erhard Milch                                                             | 19 de noviembre de 1941                                                  | 20 de junio de 1944                                                      |
| Jefe de la Defensa Aérea Der Chef der Luftwehr                                                          |                                                                          |                                                                          |                                                                          |
| Generaloberst                                                                                           | Otto Rüdel                                                               | 1 de enero de 1940                                                       | noviembre de 1942                                                        |